# Le Moutaret
Le Moutaret ist eine französische Gemeinde mit 254 Einwohnern (Stand: 1. Januar 2022) im Département Isère in der Region Auvergne-Rhône-Alpes; sie gehört zum Arrondissement Grenoble und zum Kanton Haut-Grésivaudan (bis 2015: Kanton Allevard). Die Einwohner werden Moutarins genannt.

## Geographie
Le Moutaret ist eine Gemeinde im Grésivaudan und liegt am Fluss Bréda.

### Nachbargemeinden
Umgeben wird Le Moutaret von den Nachbargemeinden La Chapelle-Blanche im Norden und Nordwesten, Détrier im Nordosten, La Chapelle-du-Bard im Osten, Allevard im Süden sowie Saint-Maximin im Westen und Südwesten.

## Bevölkerungsentwicklung
| Jahr                       | 1962 | 1968 | 1975 | 1982 | 1990 | 1999 | 2006 | 2018 |
| Einwohner                  | 179  | 129  | 127  | 128  | 142  | 161  | 198  | 261  |
| Quellen: Cassini und INSEE |      |      |      |      |      |      |      |      |

## Sehenswürdigkeiten
- Kirche Saint-Jean-Baptiste aus dem 19. Jahrhundert

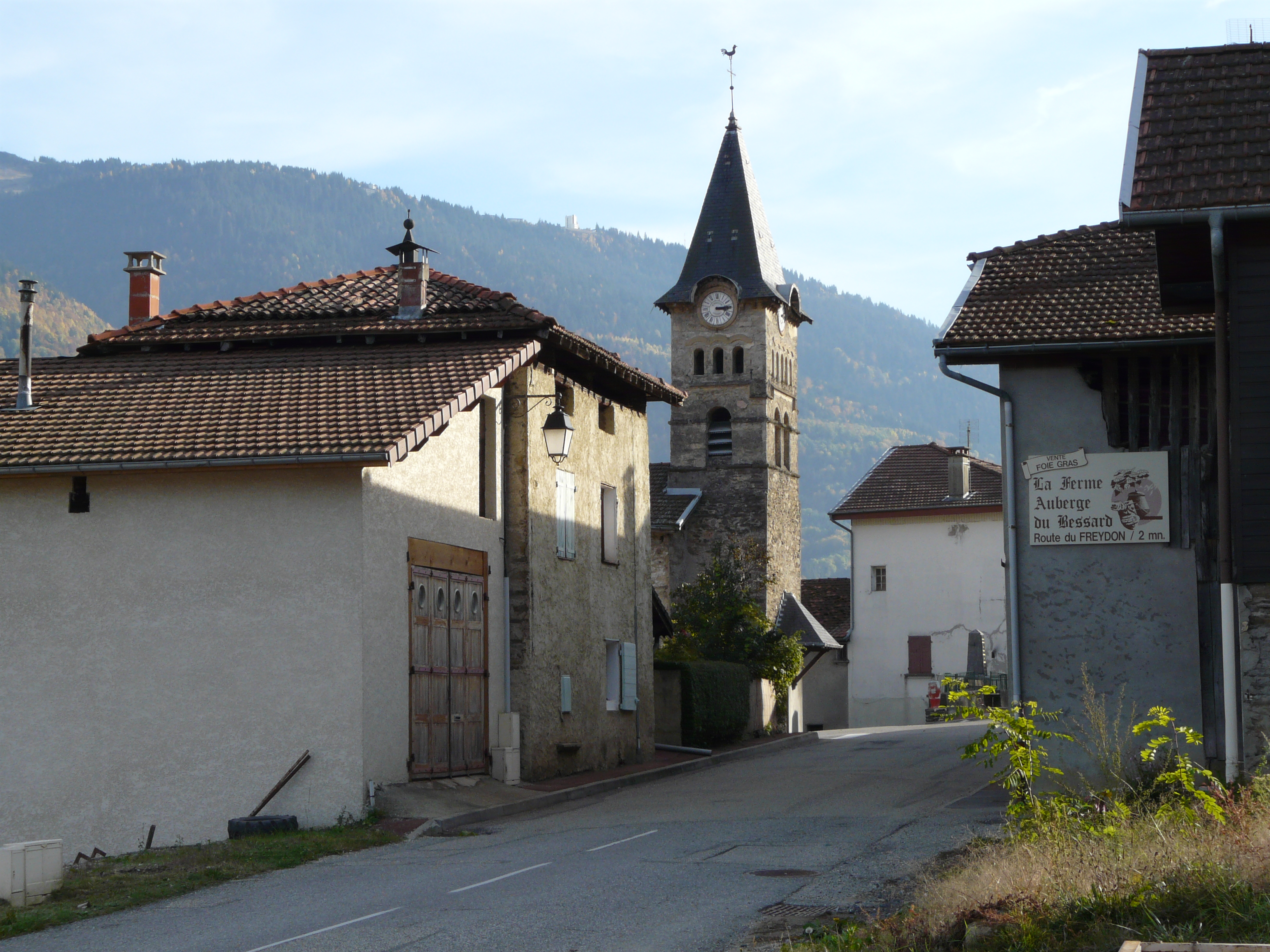
Kirche Saint-Jean-Baptiste

- Kapelle Saint-Roch